# Oratorio di San Jacopo (Cerreto Guidi)
L'oratorio di San Jacopo si trova nel comune di  Cerreto Guidi, in provincia di Firenze.

## Storia e descrizione
Di origine trecentesca, si trovava anticamente al di fuori delle mura cittadine ed era annesso a un piccolo ospedale dedito all'accoglienza di poveri e viandanti. Nel XVIII secolo il complesso apparteneva alla Compagnia della Beata Vergine dei Bianchi e in seguito passò all'Opera della pieve di San Leonardo.
Oggi l'ospedale non esiste più, mentre la chiesa è stata restaurata a metà degli anni ottanta del Novecento. La zona è tuttavia ancora nota col nome di "Spedalino".